# Jill van den Ende
Jill van den Ende (16 maart 2004) is een voetbalspeelster uit Nederland. Ze speelt als verdediger voor ADO Den Haag.

## Clubcarrière
Jill van den Ende begon haar carrière bij Westlandia. Op haar veertiende maakte ze de overstap naar de jeugdopleiding van ADO Den Haag.
Op 10 februari 2023 maakte Van den Ende haar debuut voor de hoofdmacht van ADO Den Haag door in te vallen voor Kayra Nelemans in een met 5-0 gewonnen thuiswedstrijd tegen VV Alkmaar.
Op 30 april 2023 maakt van den Ende haar eerste doelpunt voor ADO Den Haag in een uitwedstrijd bij Telstar.

## Statistieken
| Seizoen | Club         | Land      | Competitie         | Wedstrijden | Doelpunten |
| ------- | ------------ | --------- | ------------------ | ----------- | ---------- |
| 2022/23 | ADO Den Haag | Nederland | Vrouwen Eredivisie | 5           | 1          |
| 2023/24 | ADO Den Haag | Nederland | Vrouwen Eredivisie | 2           | 0          |
| 2024/25 | ADO Den Haag | Nederland | Vrouwen Eredivisie | 3           | 0          |
| Totaal  | Totaal       | Totaal    | Totaal             | 10          | 1          |

Laatste update: 14 december 2024

## Interlandcarrière
Van den Ende was jeugdinternational van  Nederland onder 19.
1 Lorsheijd ·
2 Vonk ·
3 Noordermeer ·
4 Pijnacker Hordijk ·
5 Nelemans ·
6 Raaijmakers  ·
7 Van Raay ·
8 Van den Goorbergh ·
9 Loonen ·
10 Van Oosten ·
11 Viehoff ·
14 Remmers ·
15 Van den Ende ·
16 Grimmius ·
18 Glotzbach ·
19 Boerboom ·
20 Van Mierlo ·
21 Burgers ·
23 Dupon ·
24 Van Egmond ·
35 Bol ·
Coach: Glotzbach
Assistent-coach: Van Tol